# Beydoğmuş, Elâzığ
Beydoğmuş là một xã thuộc thành phố Elâzığ, tỉnh Elâzığ, Thổ Nhĩ Kỳ. Dân số thời điểm năm 2011 là 98 người.